# Florbetapir (18F)
Florbetapir (18F) is een radiofarmaceutische stof die als injectieoplossing wordt toegediend voor diagnose bij medische beeldvorming, in het bijzonder van hersenscans met positronemissietomografie (PET-scans). Florbetapir hecht aan beta-amyloïde plaques in de hersenen. Die worden zichtbaar op de PET-scan door de geringe hoeveelheid straling die het radionuclide fluor-18 afgeeft.
De aanwezigheid van bèta-amyloïde plaques kan erop wijzen dat de patiënt de ziekte van Alzheimer heeft. Het is echter geen voldoende bewijs; er moet steeds een klinische beoordeling naast de scans gebeuren.
Florbetapir wordt op de markt gebracht door Eli Lilly and Company met de merknaam Amyvid. Het middel werd ontwikkeld door Avid Radiopharmaceuticals, dat in 2010 werd overgenomen door Eli Lilly. In de Europese Unie is Amyvid toegelaten sedert 14 januari 2013.